# Cardiel de los Montes (kommun)
Cardiel de los Montes är en kommun i Spanien.   Den ligger i provinsen Toledo och regionen Kastilien-La Mancha, i den centrala delen av landet, 90 km väster om huvudstaden Madrid. Antalet invånare är 390.